# Spaulding Pond
Der Spaulding Pond ist ein Stausee am Fluss Yantic im Mohegan Park in der Stadt Norwich in Connecticut, USA. Am 6. März 1963 brach der Staudamm und verursachte eine Flutwelle, bei der 6 Menschen ums Leben kamen und ein Sachschaden von 6 Mio. Dollar entstand.
Auslöser des Unglücks, das in der Nacht geschah, war ein Riss im Erddamm. Die Flutwelle („Great Flood of Norwich“), die auch massive Eisschollen enthielt, überschwemmte im Geschäftsviertel der Stadt Häuser, Straßen und Autos und ließ eine Mühle zusammenbrechen.
Der Damm wurde leicht verschoben wieder aufgebaut. Vom alten Damm sind am südlichen Seeufer noch Überreste zu sehen.